# Таган (село)
Таган — село в Чановском районе Новосибирской области. Входит в состав Таганского сельсовета.

## География
Площадь села — 9 гектаров. Расположено на берегу (полуостров) озера Чаны. Расстояние от районного центра до села — 61 км.

## Население
| 1996 | 2002 | 2007 | 2010 |
| ---- | ---- | ---- | ---- |
| 900  | ↘576 | ↘568 | ↘480 |

## Инфраструктура
В селе по данным на 2007 год функционируют 1 учреждение здравоохранения и 1 учреждение образования.